# Costa Mesa
Costa Mesa (/ˌkoʊstəˈ meɪ
sə/) je město v Orange County, v Kalifornii. Bylo založeno v roce 1776. Ve městě se nachází dva nejvyšší mrakodrapy v celém okrese. V roce 2020 ve městě žilo přibližně 112 tisíc obyvatel.

## Geografie
Město se nachází 60 kilometrů jihovýchodně od Los Angeles, 140 kilometrů severozápadně od San Diega a 684 kilometrů jihovýchodně od San Francisca. Město má rozlohu 41 km².

## Partnerská města
- Wyndham